# 동물체색

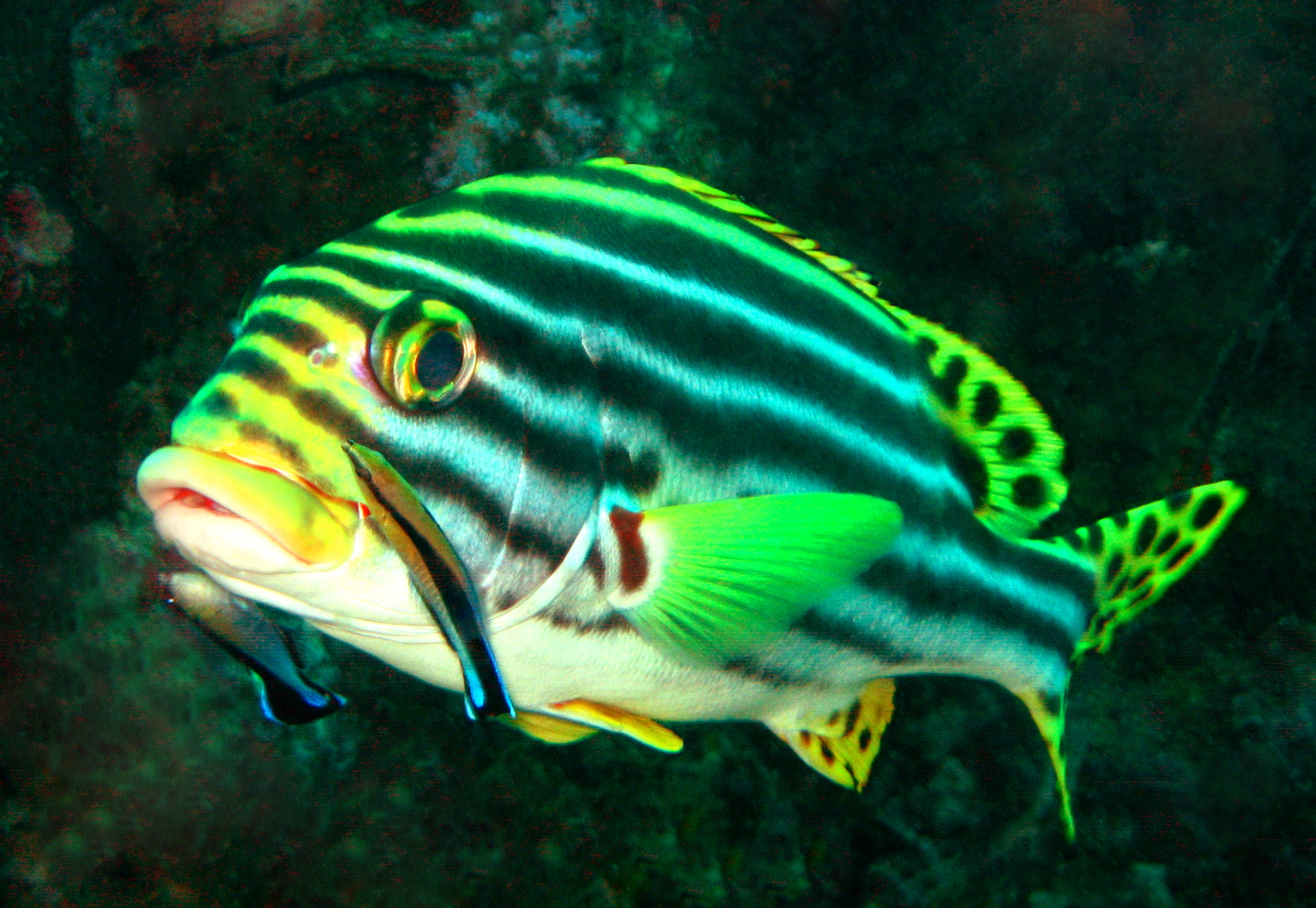
화려한 색깔의 오리엔탈 스위트립스 물고기(Plectorhinchus vittatus)가 두 마리의 선명한 무늬를 가진 청소 놀래기 (Labroides dimidiatus)가 피부에서 기생충을 제거하는 동안 기다리고 있다. 스위트립스의 반점 무늬 꼬리와 지느러미는 성적 성숙을 알리는 신호이다; 청소 놀래기의 행동과 무늬는 먹이가 아닌 청소 공생의 일을 제공할 수 있음을 알린다.

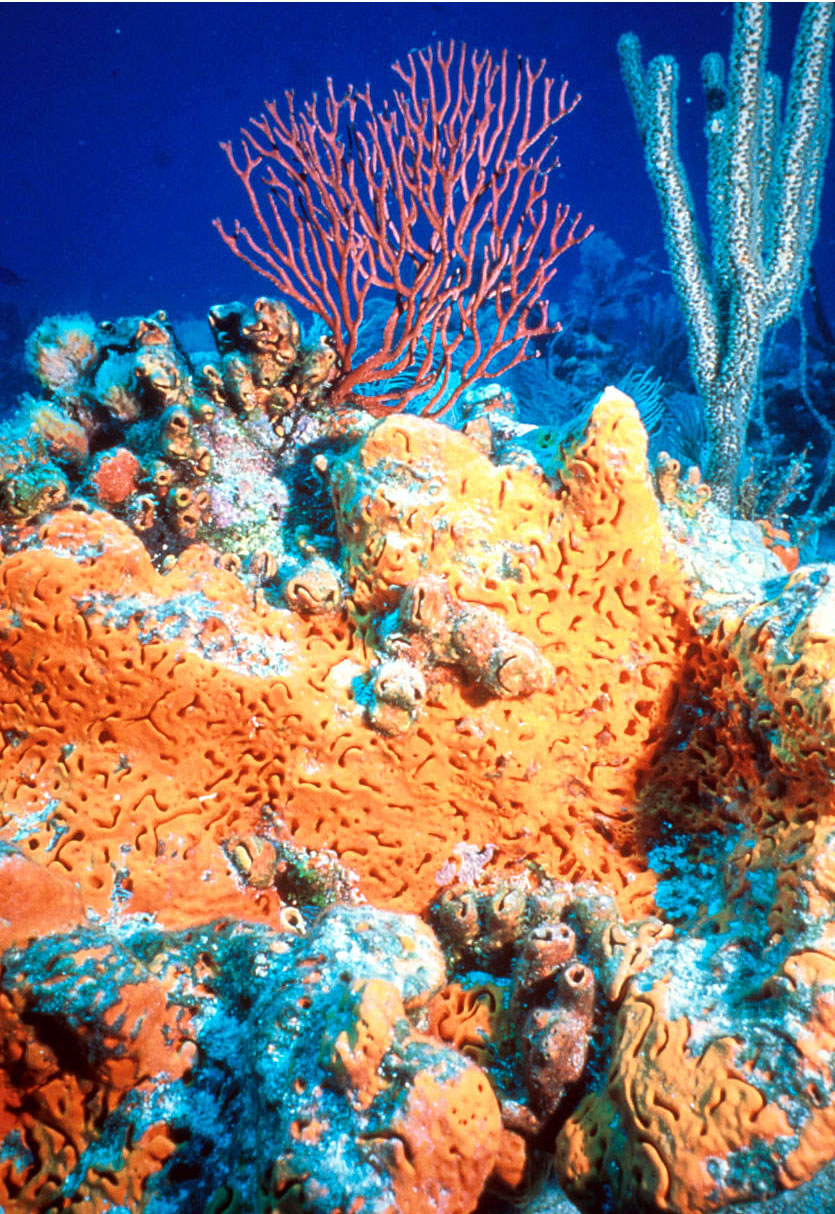
주황색 코끼리 귀 해면 아겔라스 클라트로데스의 밝은 색은 포식자에게 쓴맛을 알리는 신호이다.

동물체색(animal coloration)은 표면에서 빛이 반사되거나 방출되어 나타나는 동물의 전반적인 외형이다. 어떤 동물은 밝은 색을 띠는 반면, 어떤 동물은 눈에 잘 띄지 않는다. 공작 (동물)과 같은 일부 종에서는 수컷이 강한 무늬와 눈에 띄는 색깔을 가지고 있으며 훈색을 띠는 반면, 암컷은 훨씬 눈에 띄지 않는다.
동물이 색을 진화시킨 데에는 여러 가지 이유가 있다. 위장 (과학)은 동물이 숨어 있도록 한다. 동물은 다른 종의 동물에게 청소와 같은 일을 광고하거나, 같은 종의 다른 구성원에게 성적 상태를 신호로 알리거나, 다른 종의 경고색을 이용하는 의태에 색을 사용한다. 어떤 동물은 색의 섬광을 사용하여 깜짝 놀라게 하여 포식자의 공격을 전환시킨다. 얼룩말은 운동 현혹을 사용하여 과감한 무늬를 빠르게 움직여 포식자의 공격을 혼란시킬 수도 있다. 일부 동물은 피부에 색소를 가지고 있어 일광화상으로부터 보호받는 등 물리적인 보호를 위해 색을 띠고 있으며, 일부 개구리는 체온 조절을 위해 피부색을 밝게 하거나 어둡게 할 수 있다. 마지막으로, 동물은 우발적으로 색을 띠기도 한다. 예를 들어, 혈액은 산소를 운반하는 데 필요한 헴 색소가 붉기 때문에 붉다. 이러한 방식으로 색을 띠는 동물은 눈에 띄는 자연 무늬를 가질 수 있다.
동물은 직접적인 방법과 간접적인 방법으로 색을 생성한다. 직접적인 생산은 주근깨와 같은 유색 물질 입자인 색소라고 알려진 보이는 유색 세포의 존재를 통해 발생한다. 간접적인 생산은 털 주머니와 같은 색소 함유 세포인 색소포라고 알려진 세포의 덕분에 발생한다. 색소포 내 색소 입자의 분포는 호르몬 또는 신경전달물질 제어 하에 변할 수 있다. 물고기의 경우 색소포가 가시광선, 자외선, 온도, pH, 화학 물질 등과 같은 환경 자극에 직접 반응할 수 있음이 입증되었다. 색 변화는 개체가 더 잘 보이거나 덜 보이도록 돕고, 투쟁적 과시와 위장에 중요하다. 많은 나비와 새를 포함한 일부 동물은 비늘, 털 또는 깃털에 미세한 구조를 가지고 있어 화려한 훈색을 띤다. 오징어와 일부 심해어를 포함한 다른 동물은 빛을 생성할 수 있으며, 때로는 다른 색깔의 빛을 생성하기도 한다. 동물은 종종 이러한 메커니즘 중 두 가지 이상을 함께 사용하여 필요한 색깔과 효과를 만들어낸다.

## 역사

### 고대

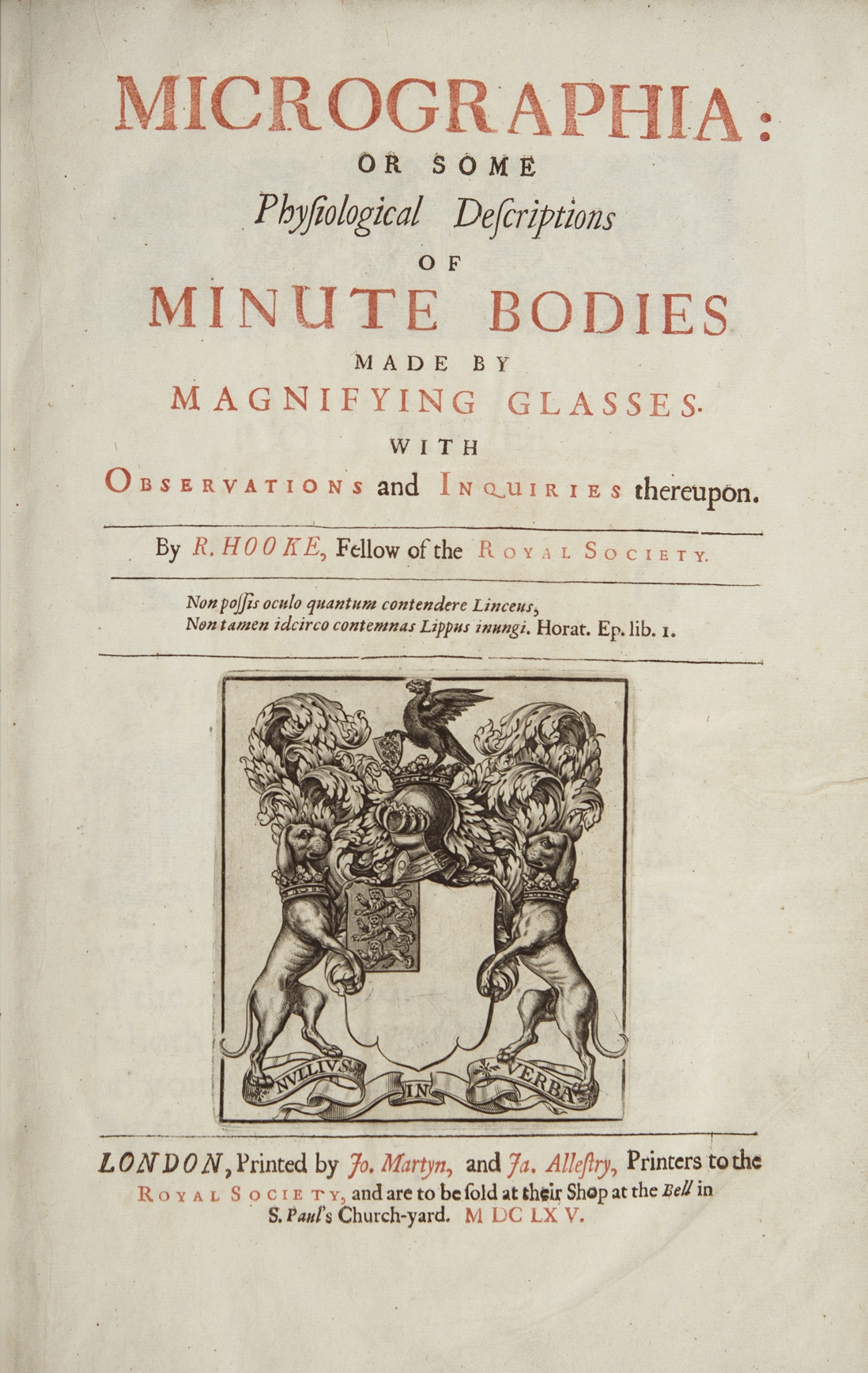
로버트 훅의 마이크로그라피아

동물체색은 수세기 동안 생물학 분야에서 관심과 연구의 대상이었다. 고대 시대에 아리스토텔레스는 문어목이 배경에 맞춰 색을 바꿀 수 있으며, 놀랐을 때도 그렇다고 기록했다.

### 초기 근대
로버트 훅은 1665년 저서 마이크로그라피아에서 공작 깃털의 "환상적인" (구조적이지 않은, 색소가 아닌) 색깔을 묘사했다:
이 영광스러운 새의 깃털 부분은 현미경을 통해 보아도 전체 깃털만큼이나 화려하게 보인다; 육안으로 보아 꼬리의 각 깃털 줄기 또는 깃대가 수많은 측면 가지를 내보내는 것이 분명하듯이, ... 현미경으로 보면 각 실은 수많은 밝게 반사되는 부분으로 구성된 크고 긴 몸체로 나타난다. 
... 그것들의 윗면은 극도로 얇고 매우 밀착된 수많은 얇은 판 모양의 몸체로 구성되어 있는 것 같다. 그리하여 자개 껍질처럼 매우 생생한 빛을 반사할 뿐만 아니라 그 빛을 가장 기이한 방식으로 착색시킨다; 그리고 빛에 대한 다양한 위치를 통해 이제는 한 가지 색깔을, 그리고 또 다른 색깔을 가장 생생하게 반사한다. 이제 이 색깔들이 단지 환상적인 색깔, 즉 빛의 굴절에서 직접 발생하는 색깔이라는 것은, 물이 이 색깔 있는 부분을 적시면 색깔이 파괴되는 것을 통해 알 수 있었다. 이는 반사와 굴절의 변화에서 비롯된 것으로 보였다.— 로버트 훅

### 다윈 생물학
찰스 다윈의 1859년 자연선택 이론에 따르면, 체색과 같은 특징은 개별 동물에게 번식 이점을 제공함으로써 진화했다. 예를 들어, 같은 종의 다른 동물보다 약간 더 나은 위장을 가진 개체는 평균적으로 더 많은 자손을 남길 것이다. 다윈은 그의 저서 종의 기원에서 다음과 같이 썼다:
잎을 먹는 곤충은 초록색이고, 나무껍질을 먹는 동물은 얼룩 회색이며; 고산 뇌조는 겨울에는 흰색이고, 붉은뇌조는 헤더색이며, 멧닭은 이탄 토양의 색깔을 띠는 것을 볼 때, 우리는 이 색조들이 이 새들과 곤충들이 위험으로부터 자신들을 보호하는 데 유용하다는 것을 믿어야 한다. 뇌조는 삶의 어떤 시기에 파괴되지 않는다면 무수히 증가할 것이다; 그들은 맹금류로부터 크게 고통받는 것으로 알려져 있다; 그리고 매는 먹이를 시력으로 찾아내는데, 너무나도 많은 경우에 대륙의 일부 지역에서는 사람들이 흰 비둘기를 키우지 말라고 경고받는데, 가장 파괴될 가능성이 높기 때문이다. 따라서 자연 선택이 각 뇌조 종류에 적절한 색깔을 부여하고, 일단 획득된 색깔을 진정하고 일정하게 유지하는 데 가장 효과적일 수 있다는 것을 의심할 이유를 찾을 수 없다.— 찰스 다윈

헨리 월터 베이츠의 1863년 저서 The Naturalist on the River Amazons는 아마존 분지의 곤충, 특히 나비에 대한 그의 광범위한 연구를 묘사하고 있다. 그는 겉보기에 유사한 나비들이 종종 다른 과에 속하며, 무해한 종이 독성이 있거나 쓴맛이 나는 종을 모방하여 포식자에게 공격받을 기회를 줄인다는 것을 발견했는데, 이 과정은 현재 그의 이름을 따서 베이츠 의태라고 불린다.

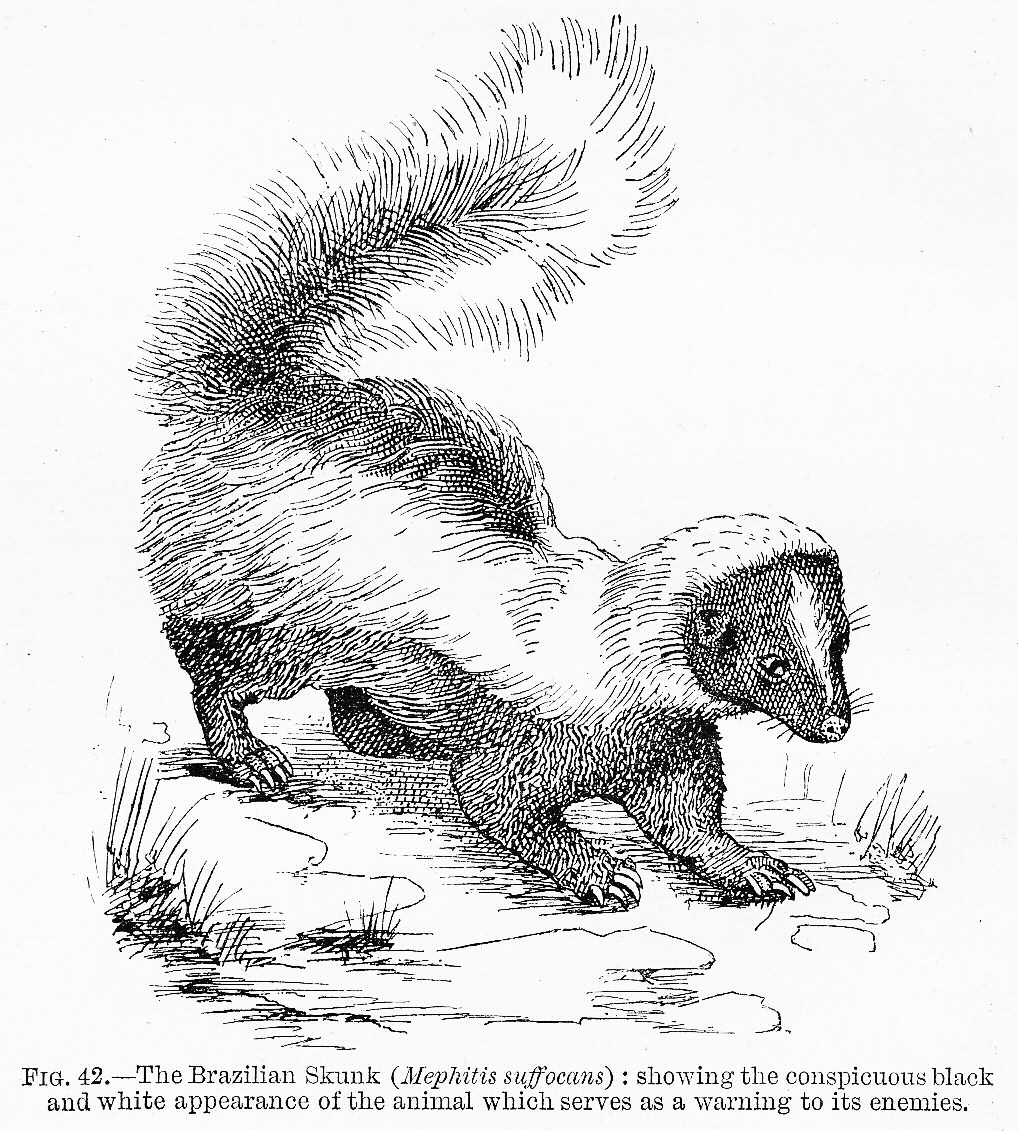
에드워드 배그널 폴턴의 1890년 저서 The Colours of Animals에 실린 스컹크의 경고색

에드워드 배그널 폴턴의 강력한 다윈주의적 1890년 저서 The Colours of Animals, their meaning and use, especially considered in the case of insects는 오늘날 널리 받아들여지고 있지만 당시에는 논란이 많거나 완전히 새로운 세 가지 동물체색의 측면에 대해 주장했다. 이 책은 다윈의 성 선택 이론을 강력히 지지하며, 아구스꿩과 같은 수컷과 암컷 새의 명백한 차이는 암컷에 의해 선택되었음을 주장하고, 밝은 수컷의 깃털은 "낮에 구애하는" 종에서만 발견된다고 지적했다. 이 책은 식용 모방종이 흉내내는 불쾌한 맛의 모델 종보다 드물 때와 같은 빈도 의존 선택 개념을 소개했다. 이 책에서 폴턴은 또한 포유류(예: 스컹크), 벌과 말벌, 딱정벌레, 나비 등 널리 다른 동물 그룹에서 확인된 경고색에 대해 경계색이라는 용어를 만들었다.
프랭크 에버스 베다드의 1892년 저서, Animal Coloration은 자연 선택이 존재한다는 것을 인정했지만, 위장, 의태 및 성 선택에 대한 적용을 매우 비판적으로 검토했다. 이 책은 폴턴에 의해 다시 혹독한 비판을 받았다.

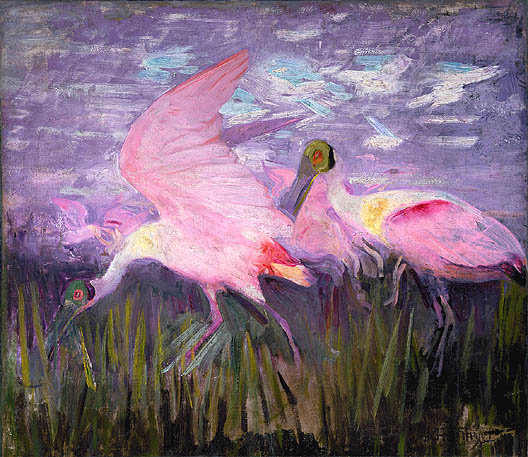
Roseate Spoonbills 1905–1909에서 애벗 핸더슨 세이어는 이 눈에 띄는 새들의 밝은 분홍색조차도 숨는 기능을 가지고 있음을 보여주려 했다.

애벗 핸더슨 세이어의 1909년 저서 Concealing-Coloration in the Animal Kingdom은 아들 제럴드 H. 세이어가 완성했는데, 동물들 사이에서 숨는 색의 광범위한 사용을 정확하게 주장했으며, 특히 역음영을 처음으로 설명하고 해석했다. 그러나 세이어 부자는 동물체색의 유일한 목적이 위장이라는 주장을 펼쳐, 홍학이나 진홍저어새의 화려한 분홍색 깃털조차도 새벽이나 황혼의 순간적인 분홍빛 하늘에 대비하여 숨는다는 주장을 펼침으로써 자신들의 주장을 망쳤다. 그 결과, 이 책은 시어도어 루스벨트를 포함한 비평가들에게 "숨는 색채 이론을 환상적인 극단으로 밀어붙이고 너무나 터무니없는 내용을 포함하여 상식의 적용을 요구한다"고 비웃음을 샀다.
휴 뱀포드 코트의 500페이지 분량의 저서 Adaptive Coloration in Animals는 제2차 세계 대전 중인 1940년에 출간되었으며, 위장과 의태의 원리를 체계적으로 설명했다. 이 책에는 수백 가지 예시, 백 개 이상의 사진, 코트 자신의 정확하고 예술적인 그림, 그리고 27페이지 분량의 참고 문헌이 포함되어 있다. 코트는 특히 변형 패턴 소재와 같은 군사 위장에서 사용되는 패턴인 "최대 분열 대비"에 중점을 두었다. 실제로 코트는 이러한 응용에 대해 다음과 같이 설명한다:
변형 패턴의 효과는 실제로는 연속적인 표면을 연속적이지 않은 여러 표면으로 분해하는 것이다... 이는 위에 겹쳐진 몸체의 형태와 모순된다.— 휴 코트

동물체색은 자연 선택에 의한 진화에 대한 중요한 초기 증거를 제공했다, 당시에는 직접적인 증거가 거의 없었다.

## 동물체색의 진화적 이유

### 위장
동물체색 연구의 선구자 중 한 명인 에드워드 배그널 폴턴은 보호색의 형태를 여전히 유용한 방식으로 분류했다. 그는 보호 유사성; 공격적 유사성; 우발적 보호; 그리고 가변적 보호 유사성을 설명했다. 이들은 아래에서 차례로 다루어진다.

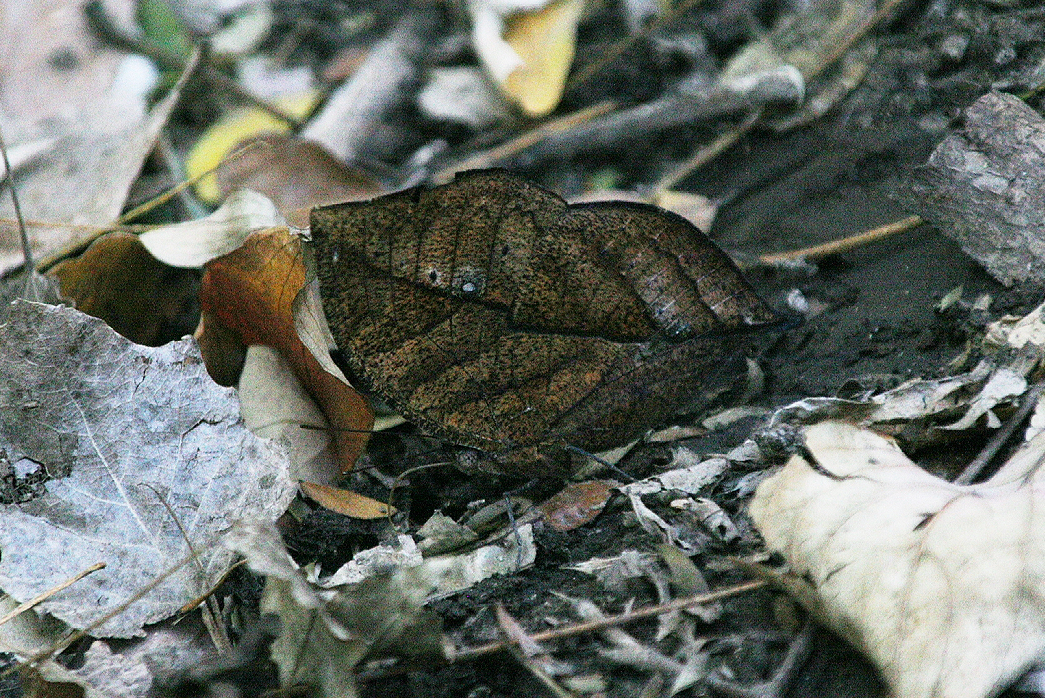
위장된 가랑잎나비 (중앙)는 보호 유사성을 가지고 있다.

보호 유사성은 먹이가 포식을 피하기 위해 사용된다. 여기에는 전체 동물이 다른 물체처럼 보이는 특수 보호 유사성(현재 미메시스라고 불림)이 포함된다. 예를 들어 애벌레가 나뭇가지나 새 배설물처럼 보이는 경우이다. 일반적인 보호 유사성(현재 크립시스라고 불림)에서는 동물의 질감이 배경과 조화되어, 예를 들어 나방의 색과 패턴이 나무껍질과 어우러지는 경우이다.

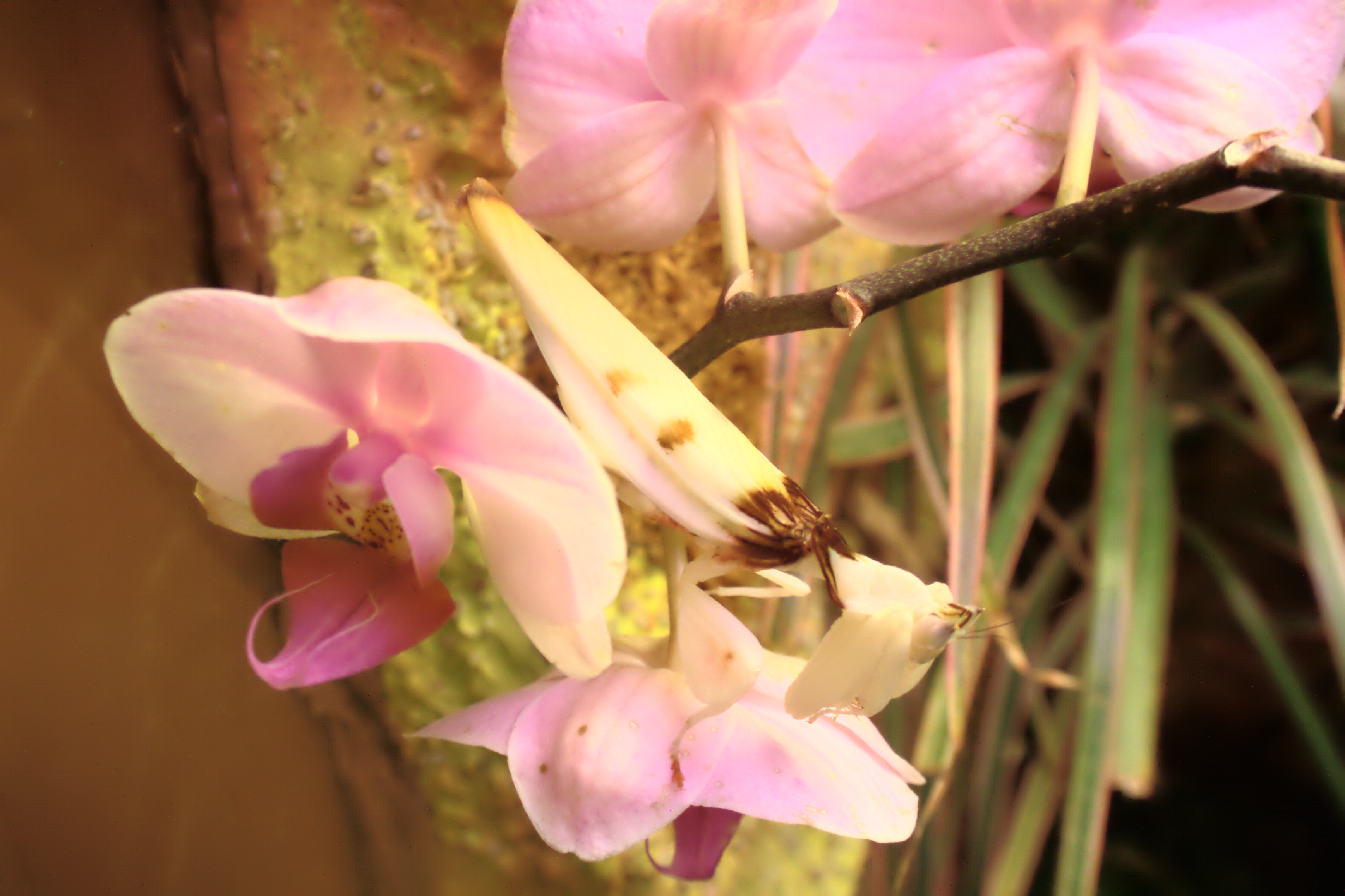
난초사마귀는 특수 공격적 의태를 사용한다.

공격적 의태는 포식자나 기생생물에 의해 사용된다. 특수 공격적 유사성에서는 동물이 다른 물체처럼 보여 먹이나 숙주를 유인한다. 예를 들어 난초사마귀가 특정 종류의 난초와 닮은 경우이다. 일반 공격적 유사성에서는 포식자나 기생충이 배경과 섞여든다. 예를 들어 표범이 긴 풀밭에서 보기 어려운 경우이다.
우발적 보호의 경우, 동물은 자신의 윤곽을 숨기기 위해 나뭇가지, 모래 또는 조개껍데기 조각과 같은 재료를 사용한다. 예를 들어 날도래 애벌레가 장식된 집을 짓거나, 장식게가 해초, 해면, 돌로 등을 장식하는 경우이다.
가변적 보호 유사성에서 카멜레온, 넙치, 살오징어목, 문어목과 같은 동물은 특수 색소포 세포를 사용하여 현재 resting하고 있는 배경과 유사하게 피부 패턴과 색깔을 변경한다(신호를 위해서도 사용됨).
폴턴이 묘사한 유사성을 만들 위한 주요 메커니즘은 – 자연에서든 군사 응용 분야에서든 – 보호색, 즉 배경과 섞여들어 잘 보이지 않게 되는 것(이는 특수 유사성과 일반 유사성 모두를 포함한다); 방해 패턴, 즉 색상과 패턴을 사용하여 동물의 윤곽을 깨뜨리는 것(이는 주로 일반 유사성과 관련된다); 미메시스, 즉 관찰자에게 특별한 관심이 없는 다른 물체를 닮는 것(이는 특수 유사성과 관련된다); 역음영, 즉 점진적인 색상을 사용하여 평평함의 환상을 만드는 것(이는 주로 일반 유사성과 관련된다); 그리고 역광위장, 즉 배경과 일치하도록 빛을 내는 것(특히 일부 살오징어목 종에서 두드러진다)이다.
역음영은 동물체색 이론의 선구자인 미국의 화가 애벗 핸더슨 세이어에 의해 처음 기술되었다. 세이어는 화가가 평평한 캔버스에 색칠된 그림자를 이용하여 입체감을 표현하는 반면, 사슴과 같은 동물은 등 부분이 가장 어둡고 배 쪽으로 갈수록 밝아져 (동물학자 휴 코트가 관찰했듯이) 평평함의 환상을 만들어내고, 일치하는 배경에 대해서는 보이지 않게 된다는 것을 관찰했다. 세이어의 관찰 "동물은 자연에 의해 하늘의 빛에 가장 많이 노출되는 부분이 가장 어둡게 칠해지고, 그 반대의 경우도 마찬가지다"는 세이어의 법칙이라고 불린다.

### 신호
색은 새와 새우처럼 다양한 동물에서 신호 전달에 널리 사용된다. 신호는 적어도 세 가지 목적을 포함한다:
- 광고, 종 내에서든 아니든 다른 동물에게 능력이나 일을 알리는 것
- 성 선택, 한 성별의 구성원이 적절하게 색칠된 다른 성별의 구성원과 짝짓기를 선택하여 그러한 색의 발달을 촉진하는 것
- 경고, 예를 들어 침을 쏠 수 있거나 독성이 있거나 쓴맛이 나는 등 동물이 해롭다는 것을 알리는 것. 경고 신호는 진실되게 또는 거짓으로 모방될 수 있다.

#### 서비스 광고

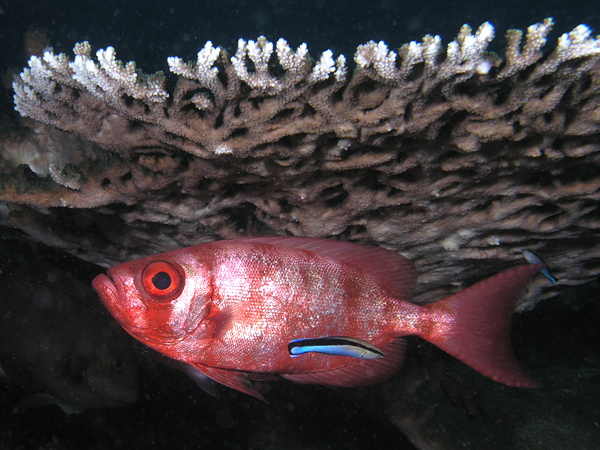
클리너 놀래기과는 청소 서비스를 뿔돔과에게 알린다.

광고용 체색은 동물이 다른 동물에게 제공하는 서비스(일)를 나타낼 수 있다. 이는 성 선택과 같이 같은 종 내에서 이루어지거나, 청소 공생과 같이 다른 종 간에 이루어질 수 있다. 종종 색과 움직임을 결합한 신호는 여러 다른 종에 의해 이해될 수 있다. 예를 들어, 띠무늬 산호 새우 청소새우의 청소 구역은 다양한 어종과 매부리바다거북과 같은 파충류도 방문한다.

#### 성 선택

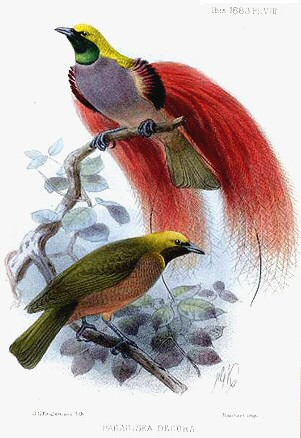
수컷 골디극락조가 암컷에게 구애한다.

다윈은 극락조와 같은 일부 종의 수컷이 암컷과 매우 다르다는 것을 관찰했다.
다윈은 그의 저서 The Descent of Man에서 이러한 암수 간의 차이를 성 선택 이론으로 설명했다. 암컷이 긴 꼬리나 색깔 있는 깃털과 같은 특정 특징에 따라 수컷을 선택하기 시작하면, 그 특징은 수컷에서 점점 더 강조된다. 결국 모든 수컷은 암컷이 성적으로 선택하는 특징을 갖게 되는데, 오직 그 수컷만이 번식할 수 있기 때문이다. 이 메커니즘은 수컷에게 다른 방식으로 강하게 불리한 특징을 만들어낼 만큼 강력하다. 예를 들어, 일부 수컷 극락조는 날개나 꼬리 깃털이 너무 길어 비행을 방해하며, 화려한 색깔은 수컷을 포식자에게 더 취약하게 만들 수 있다. 극단적으로, 성 선택은 종을 멸종으로 이끌 수도 있는데, 수컷 아일랜드 엘크의 거대한 뿔이 성숙한 수컷이 이동하고 먹이를 먹는 것을 어렵게 만들었을 수 있다고 주장된다.
수컷 간의 경쟁과 수컷에 의한 암컷 선택을 포함하여 다양한 형태의 성 선택이 가능하다.

#### 경고

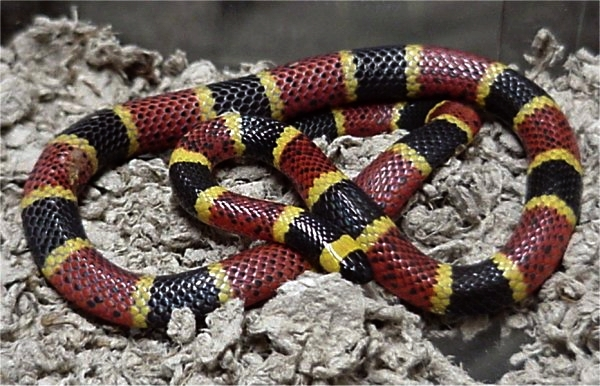
독액을 가진 산호뱀은 밝은 색을 사용하여 잠재적 포식자를 경고한다.

경고색 (경계색)은 효과적으로 위장의 "반대"이며, 광고의 특별한 경우이다. 그 기능은 동물, 예를 들어 말벌이나 산호뱀을 잠재적 포식자에게 매우 눈에 띄게 하여, 눈에 띄고 기억되며, 그 다음에는 피하도록 하는 것이다. 피터 포브스(Peter Forbes)가 관찰한 바와 같이, "인간의 경고 표지는 자연이 위험한 생물을 광고하는 데 사용하는 것과 같은 색깔(빨강, 노랑, 검정, 하양)을 사용한다." 경고색은 잠재적 포식자가 경고색을 가진 동물을 불쾌하거나 위험하게 만드는 것과 연관시키면서 작동한다. 이는 여러 가지 방법으로 달성될 수 있으며, 다음 중 하나 이상의 조합일 수 있다:

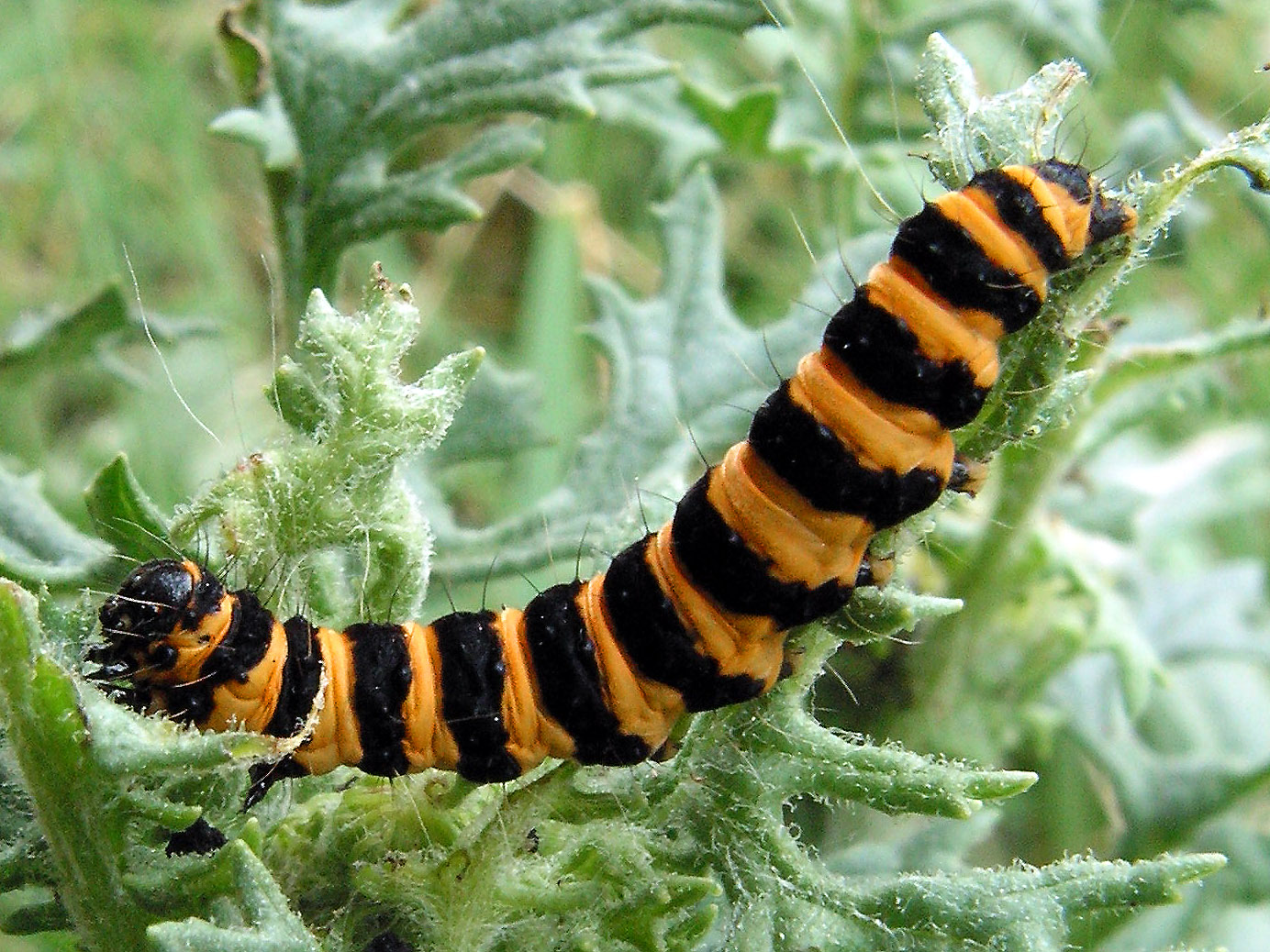
시나바나방 애벌레인 Tyria jacobaeae의 검정과 노랑 경고색은 일부 새들이 피한다.

- 맛이 나쁘다, 예를 들어 시나바나방 애벌레, 번데기, 성충, 제왕나비, 변종 체크스팟 나비[30]는 혈액에 쓴맛이 나는 화학 물질을 가지고 있다. 제왕나비 한 마리에는 고양이를 죽이기에 충분한 양 이상의 디기탈리스속과 같은 독소가 들어 있으며, 제왕나비 추출물은 유럽찌르레기를 토하게 만든다.[31]
- 악취가 난다, 예를 들어 스컹크는 오래 지속되고 강력한 냄새가 나는 액체를 분출할 수 있다.[32]
- 공격적이며 자신을 방어할 수 있다, 예를 들어 라텔.[33]
- 독이 있다, 예를 들어 와습은 고통스러운 침을 놓을 수 있고, 살무사나 산호뱀과 같은 뱀은 치명적인 물림을 줄 수 있다.[28]

경고색은 잠재적 포식자의 타고난 행동(본능)을 통해서든, 또는 학습된 회피를 통해서든 성공할 수 있다. 둘 다 다양한 형태의 의태로 이어질 수 있다. 실험에 따르면 회피는 새, 포유류, 도마뱀, 그리고 양서류에서 학습되지만, 노랑배박새와 같은 일부 새들은 검정색과 노란색 줄무늬와 같은 특정 색깔과 패턴에 대한 타고난 회피를 가지고 있다.

### 의태

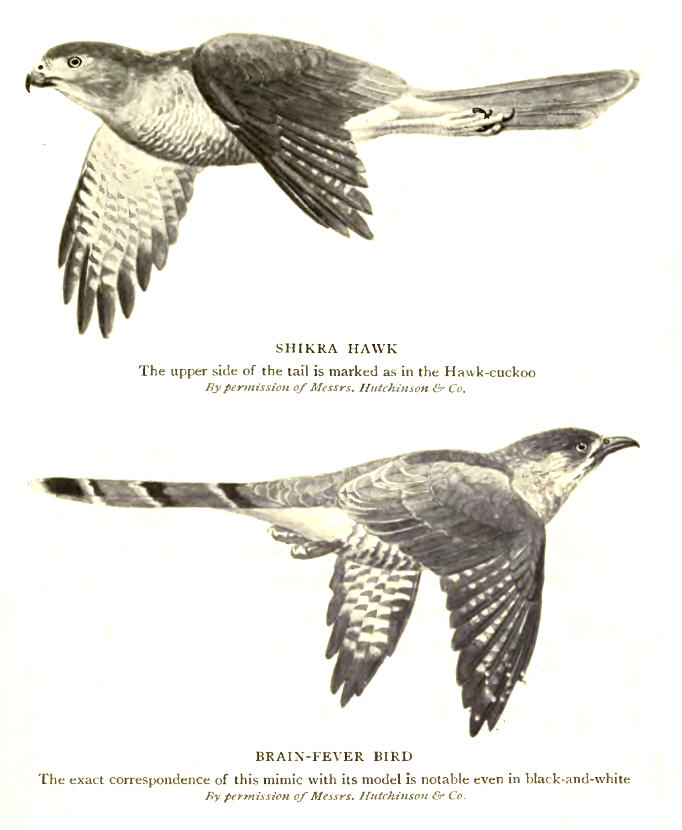
매울음뻐꾸기는 포식자인 시크라를 닮아, 뻐꾸기가 참새류의 둥지에 알을 낳을 시간을 준다.

의태는 한 동물 종이 포식자를 속일 수 있을 만큼 다른 종과 충분히 닮아 있다는 것을 의미한다. 진화하려면 의태되는 종은 경고색을 가져야 한다. 왜냐하면 맛이 없거나 위험해 보이는 것은 자연선택이 작용할 여지를 주기 때문이다. 한 종이 경고색을 가진 종과 약간이라도 우연히 닮게 되면, 자연선택은 그 종의 색과 패턴을 더욱 완벽한 의태로 이끌 수 있다. 가능한 메커니즘은 다양하며, 가장 잘 알려진 것은 다음과 같다:
- 베이츠 의태, 식용 가능한 종이 불쾌하거나 위험한 종을 닮는 경우이다. 이는 나비와 같은 곤충에서 가장 흔하다. 잘 알려진 예는 무해한 꽃등에과 (침이 없다)가 벌과 닮았다는 것이다.
- 뮐러 의태, 두 개 이상의 맛이 없거나 위험한 동물 종이 서로 닮는 경우이다. 이는 말벌과 벌 (벌목 (곤충))과 같은 곤충에서 가장 흔하다.

베이츠 의태는 선구적인 박물학자 헨리 월터 베이츠가 처음 기술했다. 식용 가능한 먹이 동물이 맛이 없는 동물을 약간이라도 닮게 되면, 자연 선택은 맛이 없는 종을 아주 약간이라도 더 잘 닮은 개체를 선호한다. 이는 작은 정도의 보호도 포식을 줄이고 개체 의태가 생존하고 번식할 가능성을 높이기 때문이다. 예를 들어, 많은 종의 꽃등에는 벌처럼 검정색과 노란색을 띠고 있어서, 결과적으로 새(그리고 사람)들이 피한다.
뮐러 의태는 선구적인 박물학자 프리츠 뮐러가 처음 기술했다. 맛이 없는 동물이 더 흔한 맛이 없는 동물을 닮게 되면, 자연 선택은 목표를 아주 약간이라도 더 잘 닮은 개체를 선호한다. 예를 들어, 많은 종류의 침을 쏘는 말벌과 벌은 비슷한 검정색과 노란색을 띤다. 뮐러가 이에 대한 메커니즘을 설명한 것은 생물학에서 수학을 처음 사용한 사례 중 하나이다. 그는 어린 새와 같은 포식자가 적어도 한 마리의 곤충, 예를 들어 말벌을 공격해야 검정색과 노란색이 침을 쏘는 곤충을 의미한다는 것을 배울 것이라고 주장했다. 만약 벌이 다른 색깔을 띠었다면, 어린 새는 벌 한 마리도 공격해야 했을 것이다. 그러나 벌과 말벌이 서로 닮았을 때, 어린 새는 전체 무리에서 한 마리만 공격하면 모든 무리를 피하는 법을 배울 수 있다. 따라서 벌이 말벌을 모방하면 더 적은 수의 벌이 공격을 받는다. 이는 벌을 모방하는 말벌에도 똑같이 적용된다. 그 결과는 상호 보호를 위한 상호 유사성이다.

### 주의 분산

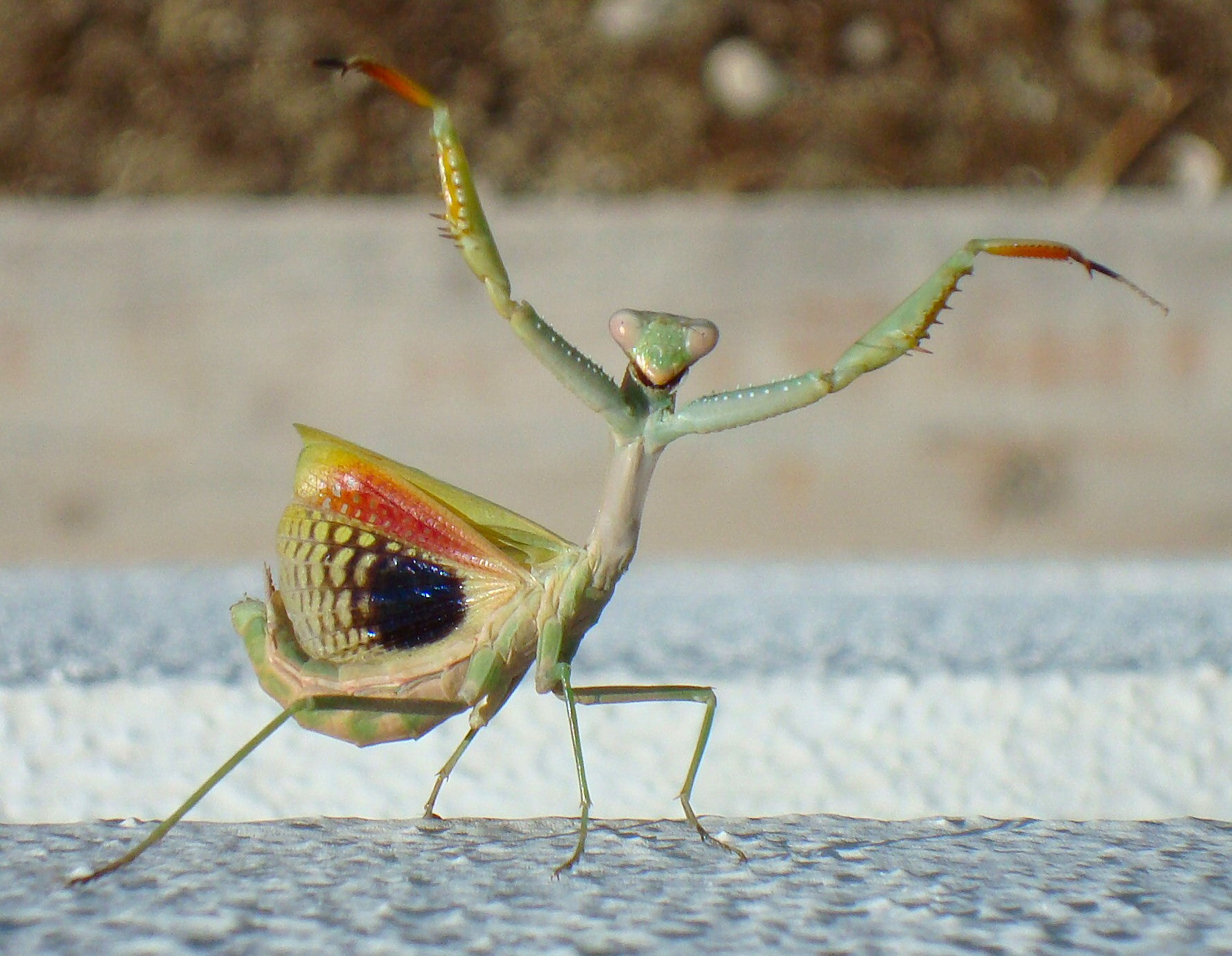
사마귀목은 위협적인 자세로 잠재적 포식자를 놀라게 하기 위해 눈에 띄는 눈알 무늬 또는 밝고 대비되는 색깔의 반점을 갑자기 드러낸다. 이는 곤충이 먹을 수 있으므로 경고색이 아니다.

#### 놀라게 하기
많은 나방, 사마귀목, 메뚜기종목과 같은 일부 동물들은 갑자기 눈에 띄는 눈알 무늬나 밝고 대조되는 색깔의 반점을 보여주어 포식자를 겁주거나 잠시 주의를 분산시키는 등 위협적이거나 놀라게 하는 행동 레퍼토리를 가지고 있다. 이는 먹이 동물이 도망칠 기회를 제공한다. 이 행동은 경고적(aposematic)이라기보다는 데이매틱(놀라게 하는) 행동인데, 이 곤충들은 포식자에게 맛이 좋으므로 경고색은 허세일 뿐 정직한 신호가 아니다.

#### 운동 현혹
얼룩말과 같은 일부 피식 동물은 사자와 같은 포식자가 추격하는 동안 혼란스럽게 만들 수 있는 고대비 패턴으로 표시되어 있다. 달려가는 얼룩말 무리의 과감한 줄무늬는 포식자가 먹이의 속도와 방향을 정확하게 추정하거나 개별 동물을 식별하기 어렵게 만들어 먹이가 탈출할 기회를 향상시킨다고 주장되어 왔다. 얼룩말 줄무늬와 같은 현혹 패턴은 움직일 때 잡기 어렵게 만들지만 정지해 있을 때는 발견하기 쉽게 만들기 때문에, 현혹과 위장 사이에는 진화적 상충 관계가 존재한다. 얼룩말 줄무늬가 파리나 흡혈 곤충으로부터 어느 정도 보호를 제공할 수 있다는 증거도 있다.

### 물리적 보호
많은 동물은 멜라닌과 같은 어두운 색소를 피부, 눈, 털에 가지고 있어 자외선에 의해 발생하는 살아있는 조직 손상인 일광화상으로부터 자신을 보호한다. 또 다른 광보호 색소의 예는 일부 산호의 GFP 유사 단백질이다. 일부 해파리에서는 리조스토민이 자외선 손상으로부터 보호한다고 가설이 세워졌다.

### 체온 조절

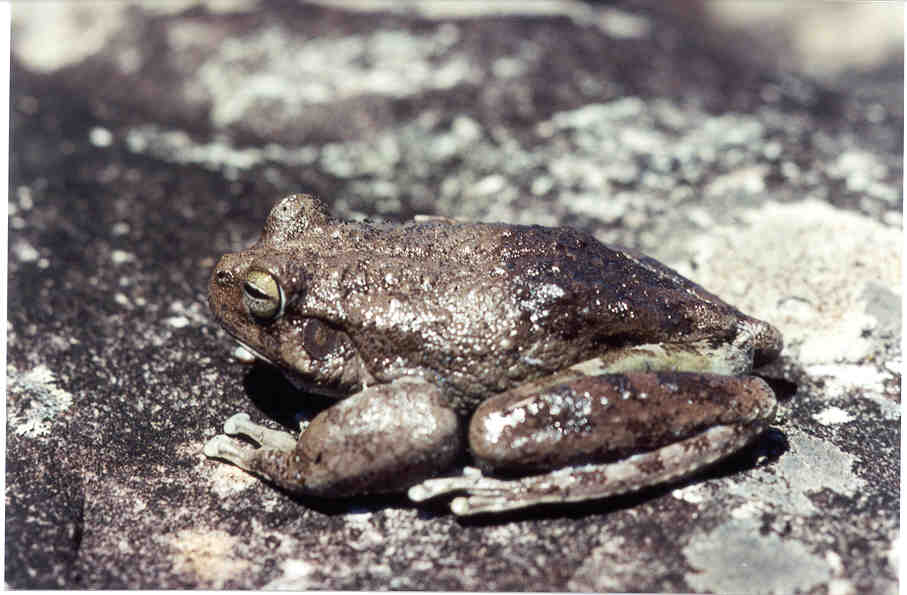
이 개구리는 체온을 조절하기 위해 피부색을 바꾼다.

햇빛을 쬐는 Bokermannohyla alvarengai와 같은 일부 개구리는 더울 때 피부색을 밝게 하여(추울 때는 어둡게), 피부가 더 많은 열을 반사하고 과열을 피하게 한다.

### 우발적 발색

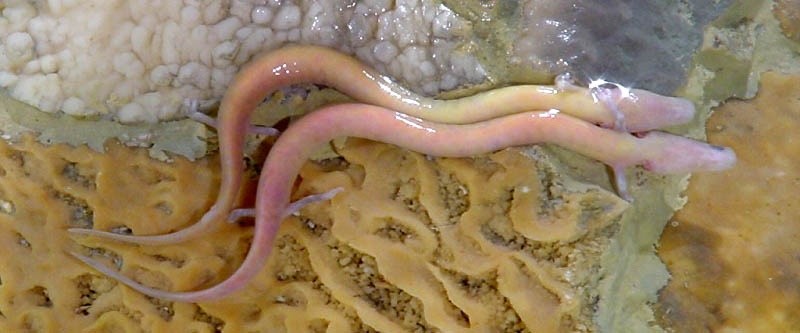
동굴영원의 피 때문에 분홍색으로 보인다.

일부 동물은 혈액에 색소가 포함되어 있기 때문에 순전히 우발적으로 색을 띤다. 예를 들어, 동굴에 사는 동굴영원과 같은 양서류는 색이 그 환경에서 기능이 없기 때문에 대부분 무색일 수 있지만, 산소를 운반하는 데 필요한 헴 색소 때문에 일부 붉은색을 띤다. 또한 피부에 약간의 주황색 리보플라빈을 가지고 있다. 인간 백색증 환자와 피부가 흰 사람들도 같은 이유로 비슷한 색을 띤다.

## 동물 색깔 생성 메커니즘

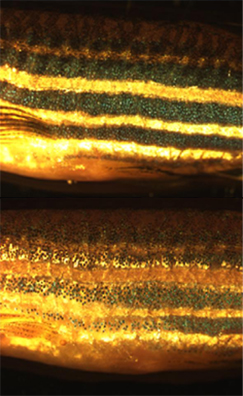
제브라피쉬 옆면은 색소포 (어두운 반점)가 어둠 속(위) 또는 빛 속(아래)에서 24시간 동안 어떻게 반응하는지 보여준다.

동물의 체색은 색소, 색소포, 구조색, 생물발광의 조합으로 나타날 수 있다.

### 색소에 의한 발색

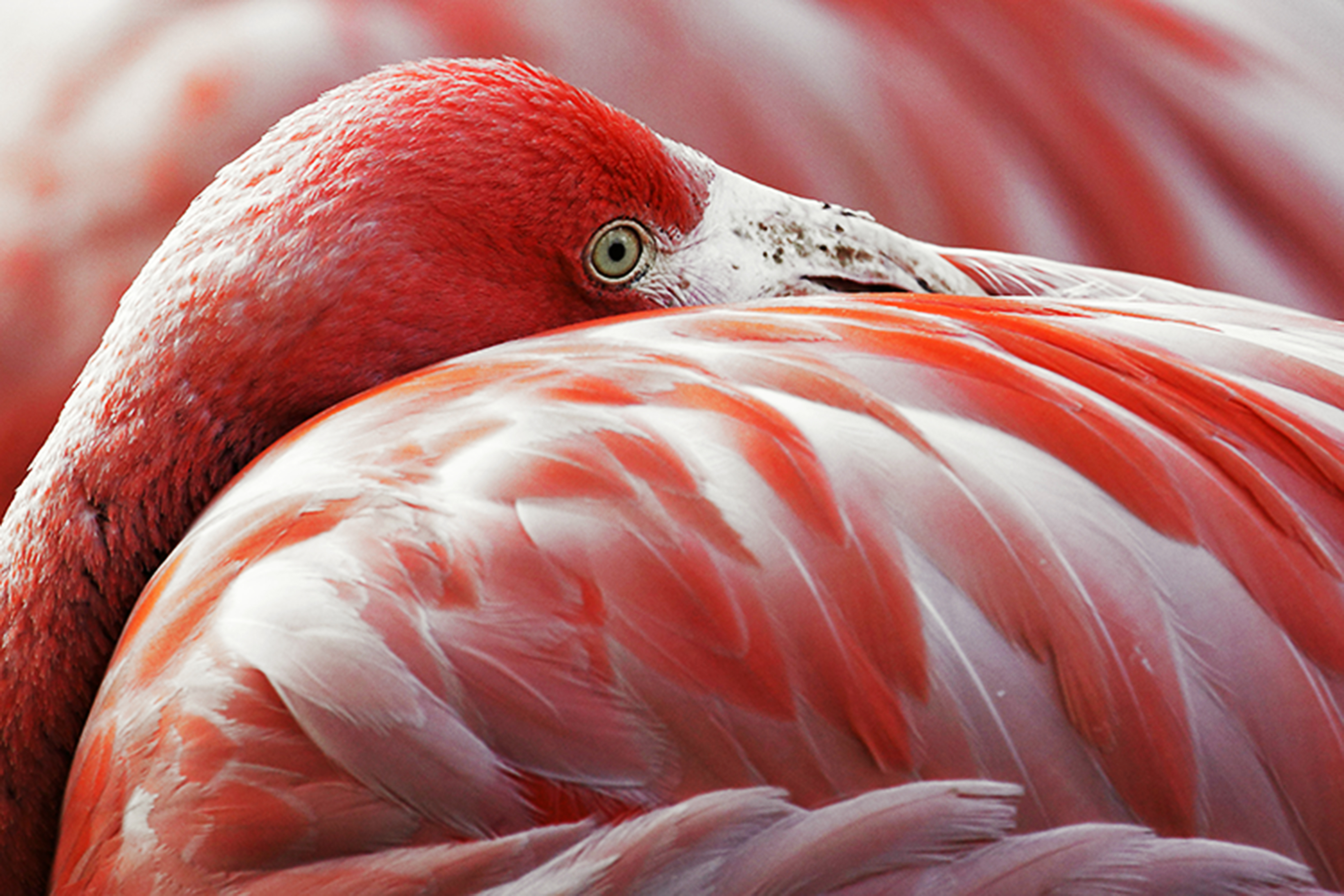
홍학의 깃털에 있는 붉은 생물 색소는 미세 조류에서 얻는 새우를 먹이로 삼기 때문에 생긴다.

색소는 동물 조직에 있는 색깔 있는 화학 물질(멜라닌 등)이다. 예를 들어, 북극여우는 겨울에는 흰 털(색소가 거의 없음)을 가지고 있고, 여름에는 갈색 털(색소가 더 많음)을 가지고 있는데, 이는 계절 위장 (다형성)의 예이다. 포유류, 새, 양서류를 포함한 많은 동물은 많은 포유류에게 흙빛 색조를 주는 갈색 또는 검정색 멜라닌 외에는 털이나 깃털에 색을 부여하는 색소를 합성할 수 없다. 예를 들어, 황금방울새의 밝은 노랑, 어린 적점도룡뇽의 놀라운 주황, 홍관조의 짙은 빨강, 홍학의 분홍은 모두 식물이 합성한 카로티노이드 색소에 의해 생성된다. 홍학의 경우, 새는 분홍색 새우를 먹는데, 새우 자체는 카로티노이드를 합성할 수 없다. 새우는 몸 색깔을 미세한 붉은 조류에서 얻는데, 이 조류는 대부분의 식물처럼 카로티노이드와 (초록색) 엽록소를 포함한 자체 색소를 생성할 수 있다. 그러나 녹색 식물을 먹는 동물은 엽록소가 소화되지 않기 때문에 녹색이 되지 않는다.

### 색소포에 의한 가변적 발색

물고기와 개구리의 멜라노포어는 색소 함유체를 분산시키거나 응집시켜 색을 바꿀 수 있는 세포이다.

색소포는 크기가 변할 수 있는 특수한 색소 함유 세포이지만, 더 흔하게는 원래 크기를 유지하면서 내부에 있는 색소를 재분배시켜 동물의 색과 패턴을 변화시킨다. 색소포는 호르몬 및 신경 제어 메커니즘에 반응할 수 있지만, 가시광선, 자외선, 온도, pH 변화, 화학 물질 등과 같은 자극에 대한 직접적인 반응도 기록되었다. 색소포의 자발적 제어는 메타크로시스(metachrosis)라고 불린다. 예를 들어, 갑오징어목과 카멜레온은 위장과 신호 전달 모두를 위해 빠르게 외모를 바꿀 수 있으며, 아리스토텔레스가 2000년 전에 처음 언급한 바와 같다:
문어는 ... 주변 돌의 색깔과 같도록 색깔을 바꾸어 먹이를 찾는다; 놀랐을 때도 그렇게 한다.— 아리스토텔레스

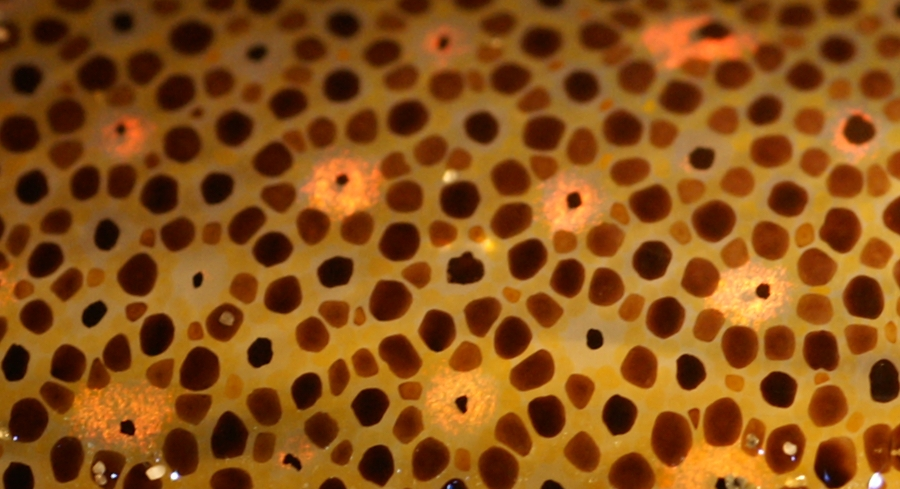
이 현미경 사진에서 살오징어목 색소포는 검정색, 갈색, 붉은색, 분홍색 영역으로 나타난다.

두족류 연체동물은 색소포 주변의 작은 근육을 수축시키거나 이완시킴으로써 자발적으로 색깔을 바꿀 수 있다. 색소포 시스템을 완전히 활성화하는 데 드는 에너지 비용은 매우 높아, 쉬고 있는 문어가 사용하는 전체 에너지와 거의 같다. 개구리와 같은 양서류는 피부의 분리된 층에 세 가지 종류의 별 모양 색소포 세포를 가지고 있다. 가장 위층은 주황색, 빨간색 또는 노란색 색소를 가진 '크산토포어'를 포함하고; 중간층은 은빛 빛 반사 색소를 가진 '이리도포어'를 포함하며; 가장 아래층은 어두운 멜라닌을 가진 '멜라노포어'를 포함한다.

### 구조색

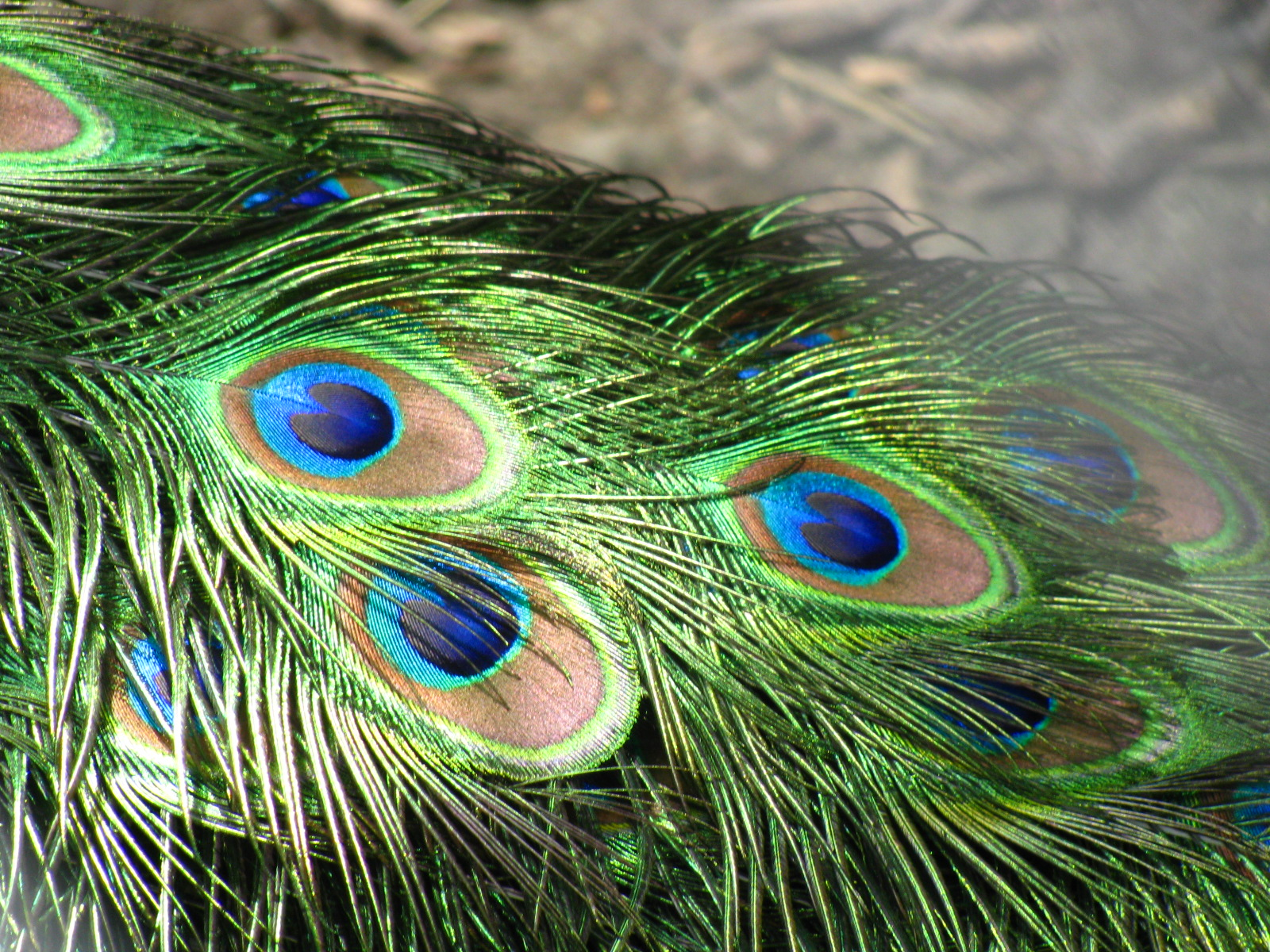
공작 꼬리 깃털의 화려한 훈색은 구조색에 의해 생성된다.

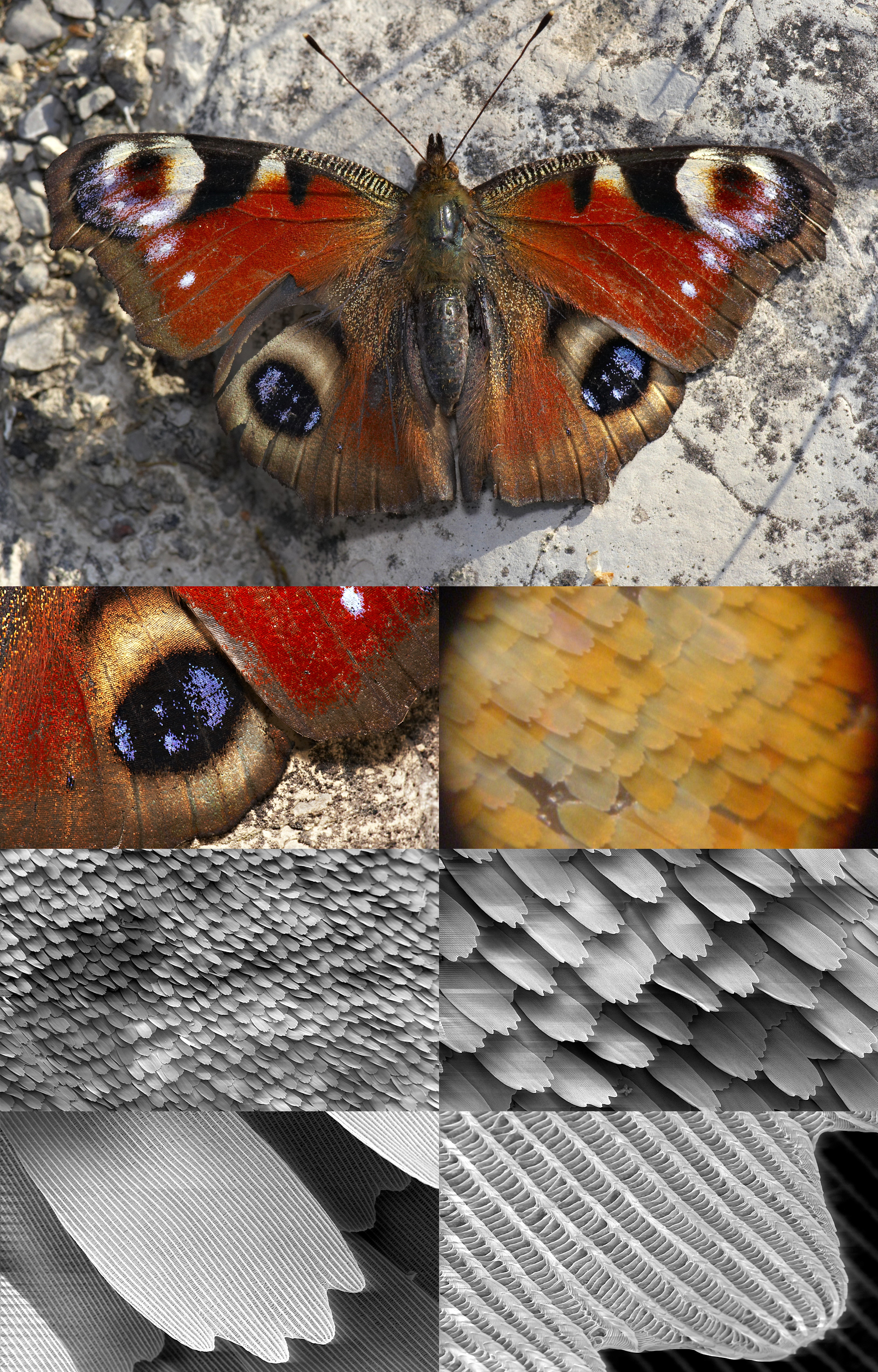
다양한 확대율의 나비 날개는 회절 격자 역할을 하는 미세 구조화된 키틴을 드러낸다.

많은 동물은 붉은색과 노란색 표면을 만들기 위한 카로티노이드 색소를 합성할 수 없지만, 새 깃털과 곤충 갑각의 녹색과 파랑색은 보통 색소에 의해 생성되는 것이 아니라 구조색에 의해 생성된다. 구조색은 가시광선과 간섭할 수 있을 만큼 미세한 현미경적 구조를 가진 표면이 색을 생성하는 것을 의미하며, 때로는 색소와 결합하여 나타난다. 예를 들어, 공작의 꼬리 깃털은 갈색 색소를 띠지만, 그 구조 때문에 파랑, 청록, 녹색으로 보인다. 구조색은 가장 화려한 색상을 생성할 수 있으며, 종종 훈색을 띤다. 예를 들어, 오리와 같은 새의 깃털에 나타나는 파랑/녹색 광택과 많은 딱정벌레와 나비의 자주/파랑/녹색/빨강 색상은 구조색에 의해 생성된다. 동물은 표에 설명된 대로 구조색을 생성하기 위해 여러 가지 방법을 사용한다.
| 메커니즘        | 구조                                      | 예시                                                 |
| --------------- | ----------------------------------------- | ---------------------------------------------------- |
| 회절격자        | 키틴과 공기층                             | 나비 날개 비늘, 공작 깃털의 훈색                     |
| 회절격자        | 나무 모양의 키틴 배열                     | 모르포나비 날개 비늘                                 |
| 선택적 거울     | 키틴 층으로 둘러싸인 마이크론 크기의 딤플 | 파필리오 팔리누루스, 에메랄드 제비꼬리나비 날개 비늘 |
| 광결정          | 나노 크기 구멍 배열                       | Cattleheart 나비 날개 비늘                           |
| 결정 섬유       | 육각형 배열의 속이 빈 나노섬유            | 아프로디테, 갯지렁이 가시                            |
| 변형된 매트릭스 | 스펀지 같은 케라틴의 무작위 나노채널      | 청금강앵무의 확산 비훈색 파랑                        |
| 가역 단백질     | 전하에 의해 제어되는 리플렉틴 단백질      | Doryteuthis pealeii 살오징어 피부의 이리도포어 세포  |

### 생물발광

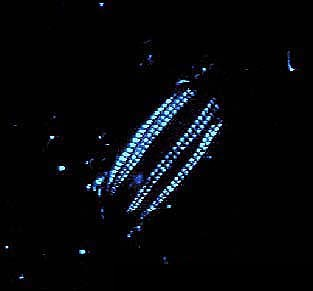
유플로카미스 빗해파리는 생물발광을 한다.

생물발광은 해양 동물의 발광기관과 반딧불이의 꼬리처럼 빛을 생산하는 것이다. 생물발광은 다른 형태의 물질대사와 마찬가지로 음식의 화학 에너지에서 파생된 에너지를 방출한다. 루시페린이라는 색소는 루시페레이스라는 효소에 의해 산소와 반응하여 빛을 방출한다. 유플로카미스와 같은 빗해파리는 생물발광을 하며, 특히 스트레스를 받으면 파란색과 녹색 빛을 생성한다; 교란되면 같은 색깔로 발광하는 잉크를 분비한다. 빗해파리는 빛에 대한 민감도가 낮으므로, 생물발광이 같은 종의 다른 구성원에게 신호를 보내는 데(예: 짝을 유인하거나 경쟁자를 물리치는 데) 사용될 가능성은 낮다; 오히려 빛은 포식자나 기생충의 주의를 분산시키는 데 도움이 될 가능성이 더 높다. 일부 살오징어목 종은 몸 아랫부분에 발광기관이 흩어져 있어 반짝이는 빛을 생성한다. 이는 역광 위장을 제공하여 아래에서 볼 때 동물이 어두운 형태로 보이는 것을 방지한다.
깊은 바다의 일부 아귀목, 시각으로 사냥하기에는 너무 어두운 곳에서는 '낚싯대'의 '미끼'에 공생 박테리아가 서식한다. 이 박테리아는 빛을 발산하여 먹이를 유인한다.

## 같이 보기
- 생물학적 백색증
- 색소포
- 개 털 색상 및 패턴 명명법
- 고양이 털 유전학
- 동물에서의 속임수
- 말 털 색상
- 말 털 색상 유전학
- 로안 (색깔)
- 물고기 체색